# Ortspost- und Rayonmarken

Ortspostmarke zu 2½ Rappen

Die Ortspost- und Rayonmarken sind die ersten Briefmarken, die von der Schweizerischen Bundespost ausgegeben wurden. Die Namensbezeichnung bezieht sich hierbei auf die charakteristische Inschrift der Briefmarkenausgabe. Seltener wird diese Ausgabe auch als Wappen mit Posthorn in Anlehnung an das Motiv bezeichnet.
Bei den Ortspost- und Rayonmarken handelt es sich um die ersten Freimarken, die in der gesamten Schweiz Gültigkeit hatten. Zuvor gab es allerdings schon Briefmarkenausgaben der Kantone Genf, Basel und Zürich, da die Gründung eines eigenen Schweizer Postwesens erst am 1. Januar 1849 erfolgte. Bis dahin waren die einzelnen Kantone für den eigenen Postdienst verantwortlich. Diese Briefmarken der Kantonpost hatten gleichzeitig mit den Ortspost- und Rayonmarken bis 30. September 1854 Gültigkeit. Abgelöst wurden sie von der Sitzenden Helvetia.
Die Ausgabe der Ortspost- und Rayonmarken erfolgte in den Jahren 1850 bis 1852. Als erstes wurden im Mai 1850 die Ortspostmarken ausgegeben. Am 1. Oktober 1850 folgten die Rayon  und die Rayon II nach. Am 1. Januar 1852 wurden schließlich die Rayon III ausgegeben.
Die im Steindruck hergestellten Briefmarken zeigen als Motiv das Schweizerkreuz mit einem darüber liegenden Posthorn. Darunter befand sich die Wertangabe, die den Postwert der Marke in Rappen angab. Bei der Rayon III existieren allerdings zwei verschiedene Typen, eine mit der großen 15 Rp. und eine mit der kleinen 15 Rp. sowie eine Ausgabe, die den Postwert in Centimes angibt. Darüber findet sich die Inschrift Orts-Post, Rayon I, Rayon II oder Rayon III. Die Ortspostmarken wurden für die französischsprachigen Gebiete der Schweiz auch mit der Inschrift Poste Locale ausgegeben. Die Briefmarken wurden ungezähnt verausgabt. Die Ortspostmarken und die Rayonmarken wurden auf weißem Papier gedruckt, die Ortspost, die Poste Locale und die Rayon III im Zweifarbendruck, die Rayon I dunkelblau und hellblau und die Rayon II im Dreifarbendruck. Für die Rayon II beispielsweise wurden nacheinander die Farben gelb, rot und schwarz gedruckt, bei den einzelnen Drucksteinen in unterschiedlicher Reihenfolge, ähnlich bei den anderen Rayons im Dreifarbendruck.
Die Inschriften über dem Posthorn geben den Umkreis an innerhalb welcher ein Brief mit einem Gewicht bis zu einem halben Lot transportiert werden konnte. Ausschlaggebend waren hier nicht nur die Entfernung, sondern auch die zuregelten Wegstunden des Postboten. Die folgende Tabelle zeigt innerhalb welcher Postgebührenzone die einzelne Marken Gültigkeit hatten.
| Postgebührenzone        | Gebühr    | Wegstunden             | Kilometer              |
| ----------------------- | --------- | ---------------------- | ---------------------- |
| Ortspost (Poste Locale) | 2½ Rappen | Innerhalb der Gemeinde | Innerhalb der Gemeinde |
| Rayon I                 | 5 Rappen  | bis 2 Wegstunden       | bis 9,6 km             |
| Rayon II                | 10 Rappen | bis 10 Wegstunden      | bis 48 km              |
| Rayon III               | 15 Rappen | bis 40 Wegstunden      | bis 192 km             |
| Rayon IV                | 20 Rappen | ab 40 Wegstunden       | ab 192 km              |

Für die Postgebührenzone Rayon IV verzichtet man auf eine eigene Ausgabe von Briefmarken. Diese wurden außerdem bereits im Jahre 1852 aufgelassen  und ab sofort als Rayon III behandelt. Für Briefe über dem Gewicht von einem halben Lot mussten für jedes weitere halbe Lot zusätzliche 5 Rappen aufgebracht werden. Diesem Umstände ist es zu verdanken, dass sich für den Philatelisten interessante Mischfrankaturen ergeben können.
Des Weiteren bietet die erste Gesamtausgabe der Schweiz zahlreiche Besonderheiten, wie Zeichen-, Farb- und Papierunterschiede. Sie gehört zu den klassischen Ausgaben der Schweizer Philatelie.